# تطوير (فلم)
تطوير (بالإنجليزية: Upgrade) هو فيلم رعب وخيال علمي وحركة، تم إنتاجه في أستراليا والولايات المتحدة وصدر سنة 2018 بطولة لوغان مارشال غرين وميلاني فاليجو.

## القصة
في المستقبل القريب تصبح التكنولوجيا متحكمة في كافة جوانب الحياة، لكن حينما تنقلب حياة جراي الذي يخاف بشكل مرضي من كل ما هو تقني، يصبح هدفه الرئيسي من أجل تحقيق انتقامه المنتظر من مجرمين قتلوا زوجته وكسروا عموده الفقري الذي هو شريحة محوسبة ذكية تجريبية تحمل اسم سيتم.

## الميزانية والإيرادات
كلف الفيلم ميزانية تقدر من 3 إلى 5 مليون دولار أمريكي وحقق أرباحًا تقدر بـ 11.3 مليون دولار أمريكي.

## وصلات خارجية
- مقالات تستعمل روابط فنية بلا صلة مع ويكي بيانات

تطوير على IMDb
تطوير على Rotten Tomatos
تطوير على metacritic
تطوير على AllMovie
لا توجد روابط لمواقع التواصل الاجتماعي.